# جرموق
الجُرموق أو الكَلُوش هو حذاء خارجي يلبس فوق الحذاء العادي للدفء أو لمنع البلل أو لمنع التلوث بالطين.